# BLZF1
BLZF1 (англ. Basic leucine zipper nuclear factor 1) – білок, який кодується однойменним геном, розташованим у людей на короткому плечі 1-ї хромосоми.  Довжина поліпептидного ланцюга білка становить 400 амінокислот, а молекулярна маса — 44 910.
| 10         |  | 20         |  | 30         |  | 40         |  | 50         |
| ---------- |  | ---------- |  | ---------- |  | ---------- |  | ---------- |
| MTTKNLETKV |  | TVTSSPIRGA |  | GDGMETEEPP |  | KSVEVTSGVQ |  | SRKHHSLQSP |
| WKKAVPSESP |  | GVLQLGKMLT |  | EKAMEVKAVR |  | ILVPKAAITH |  | DIPNKNTKVK |
| SLGHHKGEFL |  | GQSEGVIEPN |  | KELSEVKNVL |  | EKLKNSERRL |  | LQDKEGLSNQ |
| LRVQTEVNRE |  | LKKLLVASVG |  | DDLQYHFERL |  | AREKNQLILE |  | NEALGRNTAQ |
| LSEQLERMSI |  | QCDVWRSKFL |  | ASRVMADELT |  | NSRAALQRQN |  | RDAHGAIQDL |
| LSEREQFRQE |  | MIATQKLLEE |  | LLVSLQWGRE |  | QTYSPSVQPH |  | STAELALTNH |
| KLAKAVNSHL |  | LGNVGINNQK |  | KIPSTVEFCS |  | TPAEKMAETV |  | LRILDPVTCK |
| ESSPDNPFFE |  | SSPTTLLATK |  | KNIGRFHPYT |  | RYENITFNCC |  | NHCRGELIAL |
|            |  |            |  |            |  |            |  |            |

A: Аланін

C: Цистеїн

D: Аспарагінова кислота

E: Глутамінова кислота

F: Фенілаланін

G: Гліцин

H: Гістидин

I: Ізолейцин

K: Лізин

L: Лейцин

M: Метіонін

N: Аспарагін

P: Пролін

Q: Глутамін

R: Аргінін

S: Серин

T: Треонін

V: Валін

W: Триптофан

Кодований геном білок за функцією належить до фосфопротеїнів. 
Задіяний у таких біологічних процесах як транспорт, транспорт білків, транспорт між ендоплазматичним ретикулумом і апаратом Гольджі, поліморфізм. 
Локалізований у цитоплазмі, ядрі, апараті гольджі.